# Xavier Dorfman
Pour les articles homonymes, voir Dorfman (homonymie).
Xavier Dorfman est un sportif français pratiquant l'aviron né le 12 mai 1973 à Grenoble. Il mesure 1,82 m et pèse 71 kg. Ayant débuté au sein du club d'aviron de Grenoble, il s'est par la suite fixé sur la base départementale savoyarde du lac d'Aiguebelette. Sa spécialité est le deux sans barreur poids légers et le quatre sans barreur poids léger. Il a épousé en 2000 Bénédicte Luzuy, quadruple vice-championne du monde. Il est actuellement technicien sportif à l'Aviron Club du Lac d'Aiguebelette.

## Palmarès

### Jeux olympiques
- Médaille d'or en quatre de pointe sans barreur poids léger à Sydney (2000)
- 7e à Atlanta (1996)

### Championnats du monde d'aviron
- 7e en quatre de pointe sans barreur poids léger aux Championnats du monde d'aviron 1993
- 5e en quatre de pointe sans barreur poids léger aux Championnats du monde d'aviron 1994
- Médaille d'argent en deux de pointe sans barreur poids léger aux Championnats du monde d'aviron 1995
- Médaille d'argent en quatre de pointe sans barreur poids léger aux Championnats du monde d'aviron 1997
- Médaille d'argent en quatre de pointe sans barreur poids léger aux Championnats du monde d'aviron 1998 à Cologne
- Médaille de bronze en quatre de pointe sans barreur poids léger aux Championnats du monde d'aviron 1999
- Médaille d'or en huit barré poids léger aux Championnats du monde d'aviron 2001 à Lucerne
- Médaille de bronze en quatre de pointe sans barreur poids léger aux Championnats du monde d'aviron 2001

### Championnats de France d'aviron
13 titres nationaux:
- Deux de pointe poids léger :
  - 1er en (2000,1999, 1998, 1997, et 1994)
  - 2e en (1996, et 1993)
  - 3e en (2006 et 1995)
  - 4e en (2005, 2002, et 1992)
- Quatre de pointe poids léger :
  - 1er en (1999, 1998, 1997, 1996, 1995, et 1994)
  - 2e en (1993)
  - 3e en (1992) et 1991
- Quatre de pointe toutes catégories:
  - 1er en 1999
  - 3e en 1998
- Skiff poids léger:
  - 2e en (2003)
- Deux de couple poids léger:
  - 1er en 2004
  - 2e en (2003)
- Quatre de couple:
  - 2e en (2005)